# أنطونيو كالديرون
أنطونيو كالديرون (بالإسبانية: Antonio Calderón Burgos) (2 يونيو 1967 بقادس في إسبانيا - ) هو مدرب كرة قدم ولاعب كرة قدم إسباني في مركز الوسط. شارك مع منتخب إسبانيا تحت 21 سنة لكرة القدم. أما مع النوادي، فقد لعب مع رايو فايكانو وريال مايوركا وريث روفرز ونادي قادش ونادي كيلمارنوك ونادي لاردة ونادي أردريونيانز.

## وصلات خارجية
- أنطونيو كالديرون على موقع قاعدة بيانات كرة القدم.إي يو (الإنجليزية)
- أنطونيو كالديرون على موقع Soccerbase.com (لاعب) (الإنجليزية)
- أنطونيو كالديرون على موقع عالم كرة القدم.نت (الإنجليزية)